# A958 Zenobe Gramme (schip, 1961)
De A958 Zenobe Gramme was een zeilschip van de Belgische Marine dat dienst deed als schoolschip. 
Het werd naar de Belg Zénobe Gramme vernoemd.
Het schip werd in 1961 gebouwd door de Boelwerf te Temse en werd ontworpen door Frank Van Dycke.
Het nam af en toe deel aan zeilwedstrijden en won de Cutty Sark Tall Ships Race in 1976.
De Zenobe Gramme deed dienst als school- en trainingsschip voor onderofficieren en officieren van de Belgische Marine.
Het werd uit dienst genomen op 26 juli 2024. Het werd verkocht aan een particulier.